# Batalha de Marcela (756)
A Batalha de Marcela (em búlgaro:  Битката при Маркели; Μάχη των Μαρκελλών; em latim: Marcellae) foi travada em 756 entre os exércitos do Primeiro Império Búlgaro e do Império Bizantino em Markeli, perto da moderna cidade de Karnobat, na Bulgária. O resultado foi uma vitória bizantina.

## Origem do conflito
Em 755, a longa paz entre a Bulgária e o Império Bizantino terminou, primordialmente por que Constantino V, depois de importante vitórias contra o Califado Omíada, começou a fortificar sua fronteira com os búlgaros. Para isso, ele reassentou heréticos do interior da Armênia e da Síria na Trácia. O cã Cormiso entendeu que isto e a construção de novas fortalezas ao longo da fronteira eram violações do Tratado de 716, assinado pelo cã Tervel. O monarca búlgaro enviou emissários para solicitar tributo pelas novas fortalezas e, depois da recusa do imperador bizantino, o exército búlgaro invadiu a Trácia, saqueando tudo pelo caminho até chegar a Constantinopla, onde ele finalmente encontrou as tropas bizantinas e terminou derrotado.

## Batalha
No ano seguinte, Constantino V organizou uma enorme campanha contra a Bulgária, agora sob o comando de um novo cã, Vineque. Um exército foi enviado juntamente com 500 navios para saquear toda a região do delta do Danúbio. O próprio imperador, à frente da força principal, marchou pela Trácia e enfrentou os búlgaros próximo do castelo de Marcela (Marcellae). Os detalhes da batalha são desconhecidos, mas o resultado foi uma vitória para Constantino V. Sem outra maneira de interromper a invasão, os búlgaros tiveram que enviar reféns para a capital bizantina. Contudo, três anos depois, em 759. Constantino invadiu a Bulgária novamente, mas acabou sofrendo uma pesada derrota na Batalha do Passo de Rishki.